# Tötung von Nahel Merzouk
Zur Tötung von Nahel Merzouk kam es am Morgen des 27. Juni 2023 im Pariser Vorort Nanterre. Der 17-jährige Jugendliche wurde am Steuer eines Autos nach einer Verfolgungsjagd mit der Polizei erschossen, nachdem er sich einer polizeilichen Aufforderung widersetzt hatte. Ein Amateurvideo von dem Vorfall wurde im Internet veröffentlicht. Als Folge entwickelten sich tagelang anhaltende gewaltsame Unruhen im Großraum Paris und in zahlreichen anderen Städten Frankreichs.

## Tathergang

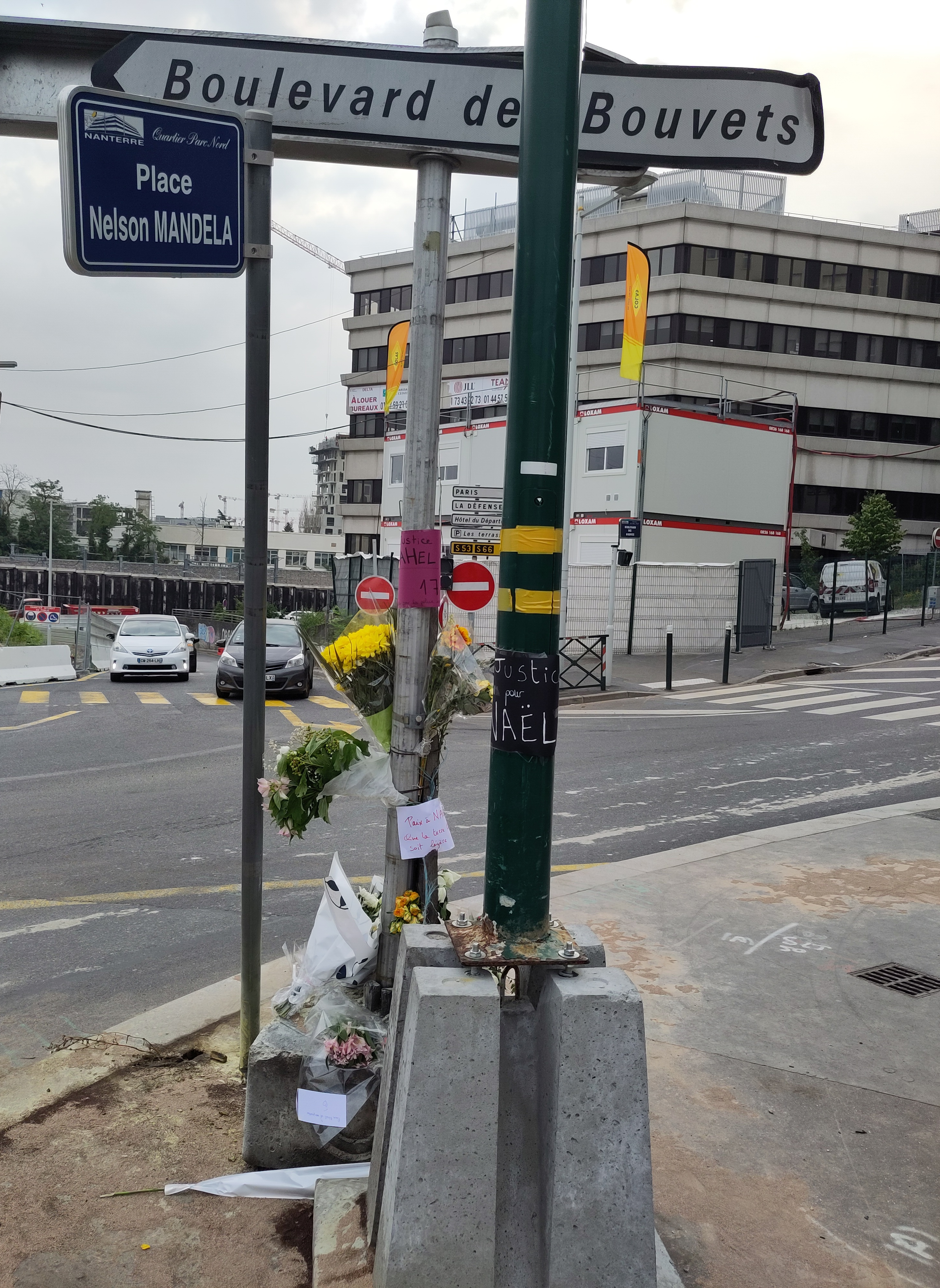
Gedenken am Todesort von Nahel Merzouk, der Place Nelson-Mandela

### Version der Anklage und Polizei
Nach Angaben der Staatsanwaltschaft Nanterre bemerkten am 27. Juni 2023 um 7:55 Uhr zwei Motorradpolizisten der Polizeipräfektur Paris zu Schichtbeginn ein gelbes Fahrzeug der Mercedes-AMG A-Klasse mit polnischem Kennzeichen, offenbar von einem Jugendlichen gesteuert.
Merzouk war mit hoher Geschwindigkeit auf der Busspur des Boulevard Jacques Germain Soufflot unterwegs. Die Polizisten aktivierten ihre Signalanlagen und forderten ihn an einer roten Ampel zum Halten auf. Merzouk befolgte die Anweisung nicht, beschleunigte und überfuhr die rote Ampel. Die Polizisten verfolgten ihn durch mehrere Straßen und meldeten den Vorfall über Polizeifunk um 8.16 Uhr. Merzouk beging mehrere Verkehrsverstöße, gefährdete an Fußgängerüberwegen einen Fußgänger und einen Radfahrer und wurde erst zum Anhalten gezwungen, als ihm ein Stauende den Weg versperrte. Die Polizisten stiegen in der Passage François Arago ⊙ von ihren Motorrädern, richteten ihre Dienstwaffen auf Merzouk und forderten ihn auf, die Zündung des Wagens auszuschalten. Als Merzouk die Aufforderung ignorierte und anfuhr, feuerte einer der beiden Polizisten einen Schuss auf ihn ab. Das Auto fuhr noch ein Stück in südwestliche Richtung und kollidierte um 8:19 Uhr auf der Place Nelson-Mandela mit einem Hindernis. Die hinten im Wagen sitzende Person wurde festgenommen; der Beifahrer flüchtete. Der Polizist, der den Schuss abgegeben hatte, leistete dem Fahrer Erste Hilfe. Um 8:21 Uhr wurden Rettungskräfte verständigt; trotz deren Reanimationsbemühungen wurde Merzouks Tod um 9:15 Uhr festgestellt. Eine am Morgen des 28. Juni 2023 durchgeführte Obduktion ergab, dass das Geschoss seinen linken Arm sowie den Brustkorb von links nach rechts durchquert hatte.
Nach ersten Angaben der Polizei hatte ein Beamter einen Schuss abgegeben, während der junge Autofahrer auf ihn zugefahren sei. Diese von der Gewerkschaft Unité SGP Police-Force Ouvrière unter Berufung auf Notwehr übernommene Version wurde hinfällig, nachdem ein Video in den sozialen Medien zeigte, dass ein Polizist mit der Waffe in Höhe des Fahrertürfensters auf den Fahrer zielte, wobei er seinen linken Ellenbogen an der vorderen Ecke des Fensters abstützte und seine linke Taille seitlich an die Motorhaube drückte. Er schoss, als das Auto anfuhr.
Es wurden zwei Strafverfolgungen eröffnet. Zunächst ein Verfahren gegen den (bereits toten) jungen Fahrer wegen mutmaßlicher „Weigerung, einer polizeilichen Anweisung Folge zu leisten“ (frz. refus d’obtempérer) und „versuchter Tötung unter Vorsatz einer Amtsperson“; anvertraut dem Kommissariat von Nanterre und der Sûreté territoriale des Hauts-de-Seine, teilte die Staatsanwaltschaft mit. Ein weiteres Verfahren, wegen „Tötung unter Vorsatz durch eine Amtsperson“, wurde der zuständigen Dienstinspektion IGPN (Generalinspektion der Nationalen Polizei), welche dem Innenministerium untersteht und damit derselben Hierarchie wie die obersten Polizeiebenen anvertraut.

### Version der Insassen
Der Beifahrer
Der 17-jährige Beifahrer verbreitete seine Version der Ereignisse zunächst in diversen Beiträgen in der Presse und in sozialen Medien, bevor er am 4. Juli von den Ermittlern der Polizei vernommen wurde.
In einem am 30. Juni veröffentlichten Interview erklärte er, dass er und Nahel in einem geliehenen Auto unterwegs gewesen seien und von Motorradpolizisten verfolgt worden seien, weil sie mit überhöhter Geschwindigkeit auf einer Busspur gefahren seien. Dann seien sie im Verkehr stecken geblieben. Die Polizisten seien von ihren Motorrädern abgestiegen. Ein Polizist sei auf Höhe der Fahrertür und der andere auf Höhe des vorderen Kotflügels stehengeblieben. „Der erste Polizist forderte Nahel auf, das Fenster zu öffnen. Nahel ließ das Fenster herunter.“ Der erste Polizist, der am Fenster stand, habe Nahel dann eine Waffe an die Schläfe gehalten und gesagt: „Halt still oder ich schieße dir in den Kopf!“ Der zweite Polizist habe sich vom Fenster hinein gelehnt und gesagt: „‚Stell den Motor ab, sonst erschieße ich dich!‘ Und er verpasste Nahel einen Schlag mit dem Waffenkolben – einfach so.“ Der erste Polizist, der neben dem Fahrerfenster stand, sei dann „durch das Fenster hinein“ in den Fahrgastraum und habe „einen weiteren Schlag mit dem Waffenkolben“ ausgeführt. „Er wusste nicht mehr, was zu tun war. Sein Kopf drehte sich, er konnte nichts mehr machen, nicht einmal sprechen“. Der zweite Motorradfahrer habe dann Nahel einen dritten Schlag versetzt. „Und weil er benommen war, rutschte Nahels Fuß vom Bremspedal ab. Da es sich bei dem Auto um einen Automatik handelte, rollte es von selbst an. Der Polizist am Fenster sagte zu seinem Kollegen: ‚Erschieß ihn!‘. Da schoss er. Nahels Fuß blieb auf dem Gaspedal stecken. Er schaffte es, noch drei Sekunden lang dort zu verbleiben, er hupte in Richtung des Autos vor ihm. Dann, plötzlich, fing er an zu zittern. Er hat mir nicht geantwortet“. Nach dem Unfall rannte der Beifahrer weg: „Ich hatte Angst. Angst, dass jemand auf mich schießt.“
Diese Aussage wich von der Version der Polizei ab, denn laut Pariser Polizeipräfekt Laurent Nuñez „stellte der Fahrer zunächst den Motor ab, startete das Fahrzeug erneut und fuhr dann los. In diesem Zusammenhang benutzte der Polizist seine Schusswaffe.“
Der Rücksitzpassagier
Der Vater des 14-jährigen Rücksitzpassagiers erklärte: „Nahel ist sein großer Bruder aus der Nachbarschaft. Er hat meinem Sohn sofort angeboten, ihn zur Jahresabschlussprüfung zur Schule zu fahren“. Er setzte sich auf der Rücksitz. „Mein Sohn wusste nicht, dass Nahel keinen Führerschein besaß, und auch nicht, dass er noch minderjährig war.“ Der Junge erklärte: „Die Polizisten […] richteten ihre Waffen auf Nahel“, der „etwa drei Schläge“ einstecken muss und versucht, „seinen Kopf zu schützen“. „Einer der Polizisten sagt, er würde ihm eine Kugel in den Kopf schießen. Nahels Fuß habe sich sicherlich aus Panik von der Bremse gelöst, als er versuchte, sich zu schützen. Da bewegte sich das Auto von alleine vorwärts. Es war eine Automatik. Und der Polizist sagte seinem Kollegen, er solle schießen. Und der Schuss ging los. Nahel sagte, nachdem die Kugel ihn traf: ‚Das ist ein Verrückter, er hat geschossen.‘“ Dann habe der Wagen einen Satz gemacht und am Straßenrand etwas gerammt. „Da war kein Blut, aber er war zur Seite abgerutscht“. Er habe wegen der Kindersicherung nicht sofort aussteigen können, ihm sei es dann aber doch gelungen, aus dem Auto auszusteigen. Sofort habe einer der Polizisten ihn angesprochen. „Ich habe meine Hände gehoben, damit er nicht auf mich schießt. Ich habe (dem Polizisten) gesagt, dass ich nichts getan habe, und er sagte zu mir: ‚Halt dein Maul!‘“ Er wurde zu Boden geworfen und ihm wurden dann Handschellen angelegt. Da begriff er, dass sein Freund tot war.

## Beteiligte Personen

### Nahel Merzouk
Nahel Merzouk wurde 2006 geboren und war ein 17-jähriger französischer Jugendlicher marokkanisch-algerischer Abstammung.
Er ist der Sohn von Mounia Merzouk, seit seiner Geburt alleinerziehend,
und Hicham Hammouti.
Er besuchte das Collège Jean-Perrin in Nanterre und anschließend das Lycée Louis-Blériot in Suresnes, wo er zunächst Elektronikkurse für ein CAP
und dann Mechanikkurse belegte. Er brach die Ausbildung nach sechs Monaten ab und begann als Pizzabote zu arbeiten.
Merzouk war bei der Polizei im Zusammenhang mit Verkehrsdelikten sowie Drogenkonsum und -besitz bekannt, jedoch ohne Eintrag im Strafregister. Zwischen 2021 und 2023 wurde er angeblich fünfmal wegen „Weigerung, einer polizeilichen Anweisung Folge zu leisten“ (frz. refus d’obtempérer) erwähnt und zweimal in Gewahrsam genommen, das letzte Mal am 24. Juni 2023.

### Polizist
Der Polizist, der den tödlichen Schuss abgab, Florian M., stammte aus Südwestfrankreich und war Motorradfahrer bei der Direction de l’ordre public et de la circulation (DOPC, „Direktion für öffentliche Ordnung und Verkehr“). Er war zum Tatzeitpunkt 38 Jahre alt, wurde an der Nationalen Polizeischule in Sens ausgebildet und war vor seinem Eintritt in die Polizei als Soldat in Afghanistan eingesetzt.
Er hatte der Compagnie de sécurisation et d’intervention 93 (CSI 93, „Sicherungs- und Einsatzkompanie 93“) und der Brigade de répression de l’action violente motorisée (Brav-M) angehört, zwei Einheiten, denen zahlreiche gewalttätige Übergriffe und Unregelmäßigkeiten vorgeworfen wurden und die in zahlreiche Disziplinarverfahren verwickelt waren, war jedoch selbst nach Medienangaben bis zur Tötung Merzouks nicht selbst Ziel von Ermittlungen gewesen.
M. wurden im Laufe seiner Karriere als Polizist mehrere Auszeichnungen verliehen, darunter zwei für seine Einsätze während der Gelbwestenbewegung im Jahr 2020 und für eine Festnahme nach einer Freiheitsberaubung 2021 in Bernes-sur-Oise.
Gegen M. wurde wegen vorsätzlicher Tötung ermittelt. Er wurde am 29. Juni 2023 in Untersuchungshaft genommen. Florian M. ging in Berufung, am 6. Juli begründete das Berufungsgericht von Versailles jedoch seine fortgesetzte Inhaftierung mit der Gefahr neuer Ausschreitungen. „Allein aufgrund verweigerten Gehorsams wurde ein 17-jähriger Minderjähriger Opfer eines tödlichen Schusses eines Polizisten“, stellte das Berufungsgericht fest. Diese Tatsache, die nun von den Gerichten als „Tötung unter Vorsatz“ eingestuft wurde, habe „eine außergewöhnliche und anhaltende Störung der öffentlichen Ordnung verursacht“. Und trotz „der offensichtlichen allmählichen Rückkehr zur Ruhe könnte jede Freilassung des Urhebers des Schusses nur zu einer Reaktivierung“ von Unruhen beitragen. Im November 2023 wurde Florian M. aus der Untersuchungshaft entlassen.
Im März 2025 beantragte die Staatsanwaltschaft ein Verfahren wegen vorsätzlicher Tötung gegen den Schützen. Das zuständige Gericht gab dem Antrag Anfang Juni 2025 statt. Florian M. soll vor das Schwurgericht des Departements Hauts-de-Seine gestellt werden. Sein Prozess soll im zweiten oder dritten Quartal 2026 stattfinden. Der Beschuldigte legte Berufung gegen die Entscheidung ein.
Bereits einige Monate vor der Entscheidung war der Polizist, der während seiner Untersuchungshaft 2023 sowie nach seiner Freilassung vom Dienst suspendiert gewesen war, wieder in den Dienst übernommen und ins Baskenland versetzt worden.

## Fahrzeug
Das Fahrzeug, eine Mercedes-Benz A-Klasse A45 AMG, war in einem „Untermietsystem“ (Polnischer Autohändler – Polnische Firma oder Person – (Polnischer Weitervermieter) – Französischer Vermieter – Anmieter) am Vortag an die kaum drei Monate zuvor gegründete „FullUp Location“ (mit Stammkapital von 1000 €) in Nanterre vermietet worden. Bevor Nahel damit fuhr, hatten zwei andere Personen es während derselben Anmietung unter bislang ungeklärten Umständen benutzt, gab die Staatsanwaltschaft bekannt.
Der Tatbestand „Untermietsystem“ spiegelt ein weit verbreitetes Phänomen in Frankreich wider, über das die Behörden seit zwei Jahren berichten. Dabei, so betonte die Staatsanwaltschaft Grenoble, würden die rechtlichen Bedingungen für eine Untervermietung nicht beachtet. Die Fahrzeuge sind zwar legal auf französischen Straßen, da sie in Polen versichert sind, aber dieser Versicherungsvertrag gilt für die Anmietung in Frankreich nicht. Die Untervermietung erfolge ohne Vertrag, ohne Kaution, ohne Anforderung eines Identitätsnachweises und ohne Buchhaltung. Bei begangenen Verkehrsverstößen können die Fahrzeuglenker oftmals nicht ermittelt werden. Das Geschäftsmodell steht im Verdacht, zur Geldwäsche und für illegale Aktivitäten eingesetzt zu werden.
Das Fahrzeug wurde im Rahmen der gerichtlichen Ermittlungen gegen den Polizisten Florian M. beschlagnahmt.

## Reaktionen

### In den Tagen nach dem Vorfall
Der französische Präsident Emmanuel Macron erklärte, dass der Tod des Jugendlichen nicht zu erklären oder entschuldigen sei. Der französische Fußballspieler Kylian Mbappé verurteilte den Vorfall auf Twitter als „inakzeptabel“ und sprach der Familie von Merzouk sein Beileid aus. Der Vorfall löste auch eine Debatte über Gewalt und Rassismus in der französischen Polizei aus. In einer Erklärung warf der UN-Ausschuss für die Beseitigung der Rassendiskriminierung am 7. Juli 2023 der französischen Polizei strukturellen Rassismus vor und forderte, den Fall des getöteten 17-Jährigen gründlich aufzuarbeiten. Am Folgetag wies das französische Außenministerium den Vorwurf als unbegründet zurück.

### Spendenaktionen
Für die Familie des Getöteten wurde ein Spendenkonto eröffnet; die Sammlung brachte mehr als 300.000 Euro an Spendengeldern ein.
Jean Messiha, ein Unterstützer des rechtsextremen Politikers Éric Zemmour, richtete für den tatverdächtigen Polizisten ebenfalls ein Spendenkonto ein. Dieses erbrachte innerhalb von sechs Tagen über 1,6 Millionen Euro (wovon mehr als die Hälfte als Schenkungssteuer an den Staat fließen).
Der umstrittene Spendenaufruf löste eine heftige politische Debatte über ihre Rechtmäßigkeit aus.
Während die Spendenplattform GoFundMe, die von Jean Messiha für die Sammlung verwendet wurde, der Ansicht war, die Spenden hätten nicht gegen eigene Nutzungsbedingungen verstoßen, gehen Kritiker davon aus, die Sammlung sei nicht zulässig (da eine Verwendung nach den Nutzungsbedingungen für „rechtliche Verteidigung mutmaßlicher Finanz- und Gewaltverbrechen“ nicht zulässig ist); der Polizist habe sich verpflichtet, die Spende nur für persönliche Ausgaben zu verwenden.
Zwei Oppositionsmitglieder, die Abgeordneten Mathilde Panot und Arthur Delaporten von der linksextremen LFi, brachten Beschwerden vor Gericht wegen Verstoß gegen die Öffentliche Ordnung ein. Auch die antirassistische Organisation SOS Racisme und die Familie von Nahel legten Beschwerde ein.
Eric Bothorel von der Regierungspartei Renaissance kritisierte die Kampagne ebenfalls: „Jean Messiha bläst auf die Glut. Es ist ein Auslöser von Unruhen. Die Summe von mehreren Hunderttausend Euro für den wegen Tötung des jungen Nahel angeklagten Polizisten ist unanständig und skandalös.“
Der Anwalt der Opferfamilie stellte Strafanzeige gegen Messiha; dieser erklärte daraufhin, seinerseits Strafanzeige wegen Verleumdung gegen die Opferfamilie erstattet zu haben.
Die Strafanzeige gegen Messiha lautete auf „organisierten Bandenbetrug, Verschleierung organisierten Bandenbetrugs, Missbrauch des Zwecks der Verarbeitung personenbezogener Daten und Verschleierung des Zwecks der Verarbeitung personenbezogener Daten“. Messiha habe unter Vorspiegelung falscher Tatsachen gehandelt; bei der Vorstellung der Spendenkampagne habe er von einem „Vorstrafenregister“ des getöteten Nahel geschrieben und diesen als mehrfachen Wiederholungstäter bezeichnet; Nahel war jedoch nicht vorbestraft.
Messiha habe weiterhin gelogen, indem er den Polizisten als „Helden des Bataclan“ dargestellt habe, während der Beamte während des dschihadistischen Angriffs auf das Theater am 13. November 2015 „auf keinen Fall eingegriffen habe“.

### Seit 2025
Ende Juni 2025 kündigte der Bürgermeister von Nanterre, Raphaël Adam, bei einer Gedenkveranstaltung zum zweiten Todestag Merzouks an, der Forderung aus Kreisen der Versammelten nachkommen zu wollen, eine Gedenktafel für ihn zu errichten, und forderte „Gerechtigkeit für Nahel“. Der Europaabgeordnete und ehemalige Polizist Matthieu Valet vom rechtsextremen Rassemblement National warf ihm daraufhin vor, sich „dem Pöbel zu beugen, um den sozialen Frieden zu erkaufen“. Die Veranstaltung wurde unter anderem von mehreren rechtskonservativen bis rechtsextremen Medien verfolgt; ein Journalist des rechtsextremen Onlineportals Boulevard Voltaire wurde laut Berichten anderer weit rechts stehender Medien, darunter des Fernsehsenders CNEWS, Opfer von Handgreiflichkeiten.

## Geplanter Prozess
Im März 2025 beantragte die Staatsanwaltschaft einen Mordprozess gegen den Schützen. Der Prozess soll im zweiten oder dritten Quartal 2026 stattfinden.